# آن مارتن
آن مارتن (بالإنجليزية: Ann Martin)‏ هي مجدفة أمريكية، ولدت في 24 سبتمبر 1961.

## وصلات خارجية
- آن مارتن على موقع الاتحاد الدولي للتجديف (الإنجليزية)
- آن مارتن على موقع أوليمبيديا (الإنجليزية)